# Карл Беттхер
Карл Генріх Беттхер (Бьоттхер) (нім. Karl Heinrich Böttcher; 25 жовтня 1889, Торн — 9 лютого 1975, Бад-Вімпфен) — німецький воєначальник, генерал-лейтенант вермахту. Кавалер Лицарського хреста Залізного хреста.

## Біографія
Учасник Першої світової війни. Після демобілізації армії залишений у рейхсвері.
З 1 грудня 1941 по 11 лютого 1942 року — командир 21-ї танкової дивізії. З 8 травня по 1 червня 1943 року — командир 326-ї піхотної дивізії. З жовтня по грудень 1943 року — командир 347-ї піхотної дивізії.
8 травня 1945 року взятий у полон союзниками, звільнений 25 червня 1947 року.

## Звання
- Фенріх (13 березня 1909)
- Лейтенант (27 січня 1910)
- Оберлейтенант (25 лютого 1915)
- Гауптман (18 серпня 1917) — в 1921 році звання замінене на ротмістр.
- Майор (1 листопада 1930)
- Оберстлейтенант (1 травня 1934)
- Оберст (1 квітня 1936)
- Генерал-майор (1 березня 1940)
- Генерал-лейтенант (1 березня 1942)

## Нагороди

### Перша світова війна
- Залізний хрест 2-го класу (23 листопада 1914)
- Нагрудний знак пілота-спостерігача (Пруссія)
- Хрест Фрідріха (Ангальт) (27 січня 1916)
- Залізний хрест 1-го класу (27 липня 1916)

### Міжвоєнний період
- Почесний хрест ветерана війни з мечами (1 січня 1935)
- Медаль «За вислугу років у Вермахті» 4-го, 3-го, 2-го і 1-го класу (25 років) (2 жовтня 1936) — отримав 4 медалі одночасно.

### Друга світова війна
- Медаль «У пам'ять 22 березня 1939 року» (10 грудня 1939)
- Застібка до Залізного хреста
  - 2-го класу (5 червня 1940)
  - 1-го класу (15 листопада 1940)
- Лицарський хрест Залізного хреста (13 грудня 1941)
- Офіцер Савойського військового ордена (Італія) (14 січня 1942)
- Нарукавна стрічка «Африка» (19 листопада 1943)